# Hoeve Nieuwland

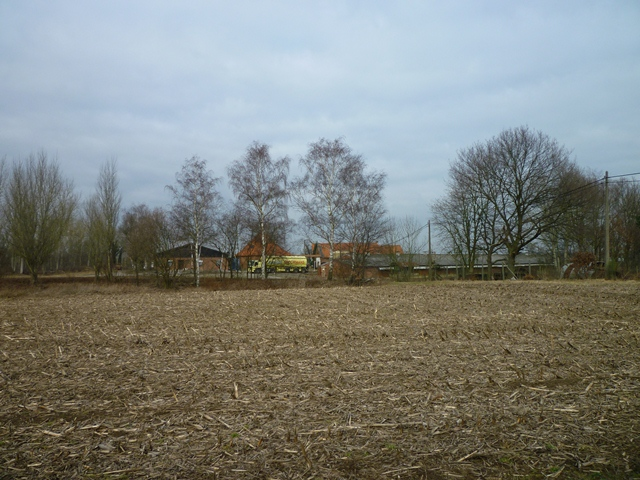
Hoeve Nieuwland

De Hoeve Nieuwland is een boerderij nabij de Vlaams-Brabantse stad Aarschot, gelegen aan Nieuwland 13.

## Geschiedenis
Het toponiem Nieuwland werd al vanaf de 14e eeuw gebezigd. De hoeve werd gesticht door de Abdij Vrouwenpark te Rotselaar. De hoeve werd midden 18e eeuw op deze plaats gebouwd. De kern van de huidige boerderij is waarschijnlijk nog 18e-eeuws, maar tijdens de 19e eeuw vonden er ingrijpende wijzigingen plaats.

## Gebouw
Het woonhuis gaat terug tot de 18e eeuw. Van de 19e eeuw zijn een langsschuur en twee stalgebouwen.